# Трекуш
Трекуш (фр. Trecouche) или трайкус (фр. Traicousse) согласно франко-бельгийскому фольклору — чудовищное речное существо, встречается на территории юго-западных Арденн, особенно в Верхнем Ривьере во Франции и Боан-сюр-Семуа (Бохане) в Бельгии. В отдельных местах называется речной колдуньей, либо является ручным животным других речных колдуний и водяных, наиболее часто изображается в образе краба, размером со стол, а глаза размером с человеческие кулаки. В круглом ротовом отверстии много треугольных остроконечных зубов, а с вентральной стороны он имеет много клешней, кои используются для передвижения и для разрывания добычи. Этим существом объясняют исчезновения скота, рыбаков и детей без свидетелей. Используется для устрашения детей, дабы они не заходили одни в озёра и реки.